# Alfred Preis

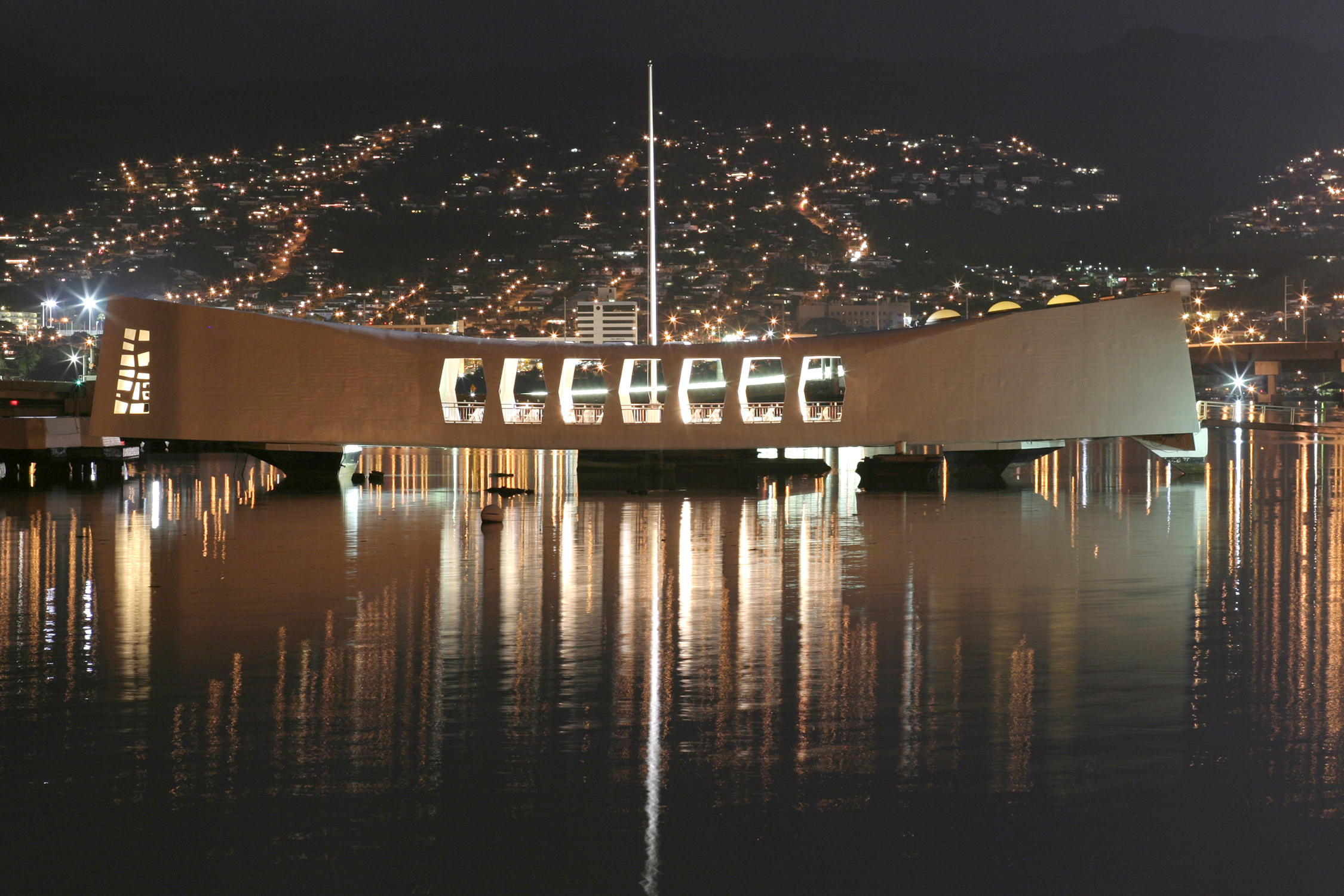
USS Arizona Memorial

Alfred Preis (* 2. Februar 1911 in Wien; † 29. März 1994 in Honolulu) war ein österreichisch-amerikanischer Architekt. Er entwickelte sich in den 1950er und 1960er Jahren zu einem der führenden Architekten Hawaiis und realisierte über 180 Projekte, darunter das Kriegsmahnmal USS Arizona Memorial von Pearl Harbor sowie das Eingangsgebäude des Honolulu Zoos.

## Leben
Preis wurde am 2. Februar 1911 als Sohn von Ignaz Preis und Hermine Preis, geb. Heim in einer jüdischen Arbeiterfamilie geboren. Er studierte an der Technischen Universität Wien, wo er 1938 den Abschluss als Diplom-Ingenieur im Fachbereich Architektur erlangte. Er wanderte 1939 in die Vereinigten Staaten aus und ließ sich in Honolulu im US-Territorium Hawaii nieder. Er fand im Architekturbüro Dahl und Conrad eine Anstellung bis zum Angriff auf Pearl Harbor 1941, als er im Internierungslager auf Sand Island vier Monate als Staatsangehöriger eines feindlichen Landes inhaftiert wurde. Nach seiner Freilassung entwarf er zunächst Wohnungen für Kriegsarbeiter. 1943 eröffnete er sein eigenes Architekturbüro, das er bis 1963 leitete. Unter Gouverneur John Anthony Burns wurde er State Planning Coordinator und entwarf die Parkanlagen um das Hawaii State Capitol. Von 1966 bis 1980 war er Direktor der Hawaii State Foundation on Culture and the Arts und setzte sich für die Einführung eines Kunst-am-Bau-Programms ein, das vorschreibt, bei staatlichen Bauaufträgen ein Prozent des Budgets für Kunst in öffentlichen Gebäuden zu verwenden. 1967 verabschiedete Hawaii dieses Gesetz als erster Bundesstaat der USA. Er erfand das erfolgreiche Artists in the Schools Programm, das landesweit eingeführt wurde.